# Congregatie van de Annunciatie
De Congregatie van de Annunciatie (Latijn: Congregatio Annuntiationis BMV), voorheen bekend als de Belgische Congregatie, is een benedictijnse congregatie van kloosters. Ze is opgericht in 1920 en bestond in 2020 uit 27 abdijen en priorijen. Er waren ook 26 geaffilieerde leden die enkel een morele, niet-juridische band hebben met de congregatie. Deze laatste categorie wordt gevormd door vrouwenkloosters en twee mannenkloosters.  

## Geschiedenis
In 1920 werd de Belgische Congregatie van de Annunciatie van de Heilige Maagd Maria opgericht door drie abdijen van de benedictijnen: de Brugse Sint-Andriesabdij, de Leuvense Keizersbergabdij en de Abdij van Maredsous. De laatste twee waren aangesloten bij de Beuroner congregatie, maar vanwege de animositeit veroorzaakt door de Eerste Wereldoorlog was deze Duitse connectie niet langer wenselijk. Hun abten Robert de Kerchove en Columba Marmion kozen er met pauselijke zegen voor om hun huizen te verenigen in een nieuwe gemeenschap. Ook de Sint-Andriesabdij onder Theodore Nève, die tot de Braziliaanse Congregatie behoorde, was van de partij.
Van bij de aanvang had de Annunciatiecongregatie een tendens tot internationalisering. Gerard van Caloen, stichter van de Sint-Andriesabdij, droomde ervan het missionaire apostolaat van Bonifatius en andere kerstenaars nieuw leven in te blazen. Als procurator van de Beuroner congregatie in Rome had hij vastgesteld dat de Braziliaanse Congregatie hulp kon gebruiken en had hij in 1901 de Sint-Andriesabdij in die congregatie laten opnemen. 
Onder Van Caloens opvolger, abt Theodore Nève, stichtten de monniken van Sint-Andries missieposten in Belgisch-Congo. De abdij zou doorgaan met het creëren van kloosterstichtingen in China, India, Polen, de Verenigde Staten en Zaïre. Ondertussen was dus in 1920 de Belgische Congregatie opgericht. Maredsous verzorgde in 1927 een Ierse stichting, die op haar beurt is uitgebreid naar Nigeria. De Poolse gemeenschap in Tyniec bij Krakau heeft twee huizen gesticht in Polen en Slowakije. 
In de loop der jaren is de Annunciatiecongregatie ook uitgebreid door toetreding van bestaande abdijen, zoals de abdij Sint-Matthias (Duitsland), de Sint-Adelbertabdij (Nederland), de Abbey of Our Lady of Exile (Trinidad en Tobago) en de Sint-Benedictusabdij van Singeverga (Portugal). 
Er waren ook uittredingen, zoals Keizersberg dat in 1968 overging naar de Congregatie van Subiaco. Het Belgische karakter van de organisatie is in de loop der tijden verwaterd.

## Bestuur
De abt-president van de Congregatie van de Annunciatie wordt om de acht jaar verkozen.  

## Abdijen en priorijen (selectie)
Hieronder enkele leden met jaar van toetreding:
- Abdij van Maredsous (1920)
  - Monastère de Gihindamuyaga, Butare, Rwanda (1959)
- Sint-Andriesabdij, Brugge (1920)
- Klooster van Wavreumont in Stavelot (1950)
  - Monasterio de la Resurreccion, Chucuito, Peru
- Sint-Andriesklooster van Clerlande, Ottignies (1970)
  - Prieuré de Mambre (1978), Kinshasa, Democratische Republiek Congo
- Klooster Sint-Jan-Evangelist, Quévy-le-Grand
- Benedictijnerabdij Sint-Matthias, Trier
- Sint-Adelbertabdij, Egmond
- Benedictijnse abdij van Tyniec